# Remigius van Rheni
Remigius van Rheni (Brussel, ca. 1560 - aldaar, 1619) was als kunstschilder voornamelijk actief in Brussel.
In 1577 vertrok Van Rheni, ook bekend als Van Rhen, naar Wolfegg, waar hij werkzaam was aan het hof van Jakob von Waldburg-Zeil, graaf van Wolfegg. Zijn verblijf in Wolfegg was van korte duur, want hij keerde in februari 1578 terug naar Brussel. Het kasteel van Wolfegg werd later, tijdens de Dertigjarige Oorlog, met zijn schilderijen verwoest.
Na zijn terugkeer in Brussel bleef Van Rheni werkzaam als schilder tot aan zijn overlijden in 1619.
Er zijn waarschijnlijk geen schilderijen van hem overgeleverd.
- Biografisch Portaal: 88204030
- RKD-Nederlands Instituut voor Kunstgeschiedenis: 490186